# 鵜島仁文
鵜島 仁文（うしま よしふみ、1966年9月9日 - 2022年8月7日）は、日本のシンガーソングライター、作詞家、作曲家、ギタリスト、音楽プロデューサー。高知県宿毛市出身。既婚。2女の父。

## 来歴
高校を中退した後、2年間は実家の漁業を手伝っていた。その後、大阪でスリーピースバンド「KIDNAP」を結成してアマチュア活動を開始する。1993年にソロでヤマハ・ミュージック・クエストに出場する。
1994年にキングレコードからデビューする。以後はシンガーソングライターとしての活動と平行して、米倉千尋など他のアーティストへの楽曲提供も行う。米倉千尋とは晩年まで交流があり、互いのライブにゲスト出演しあう仲であった。
1997年のシングル「紙飛行機」を最後にCDのリリースを停止する。その後は音楽プロデューサーとしての活動が中心となっていた。1998年にキングレコードとの契約期間が終了した後に自身の楽曲はネット配信で発表していた。以降は歌手としての活動は長らく途絶えることになったが、2006年にアニメソングのライブイベント「スーパーロボット魂」に出演する。2007年に自ら代表取締役を務めるレコード会社「コーモランツアイランドレコーズ」を立ち上げてオフィシャルサイトを開設して、アルバム『FIRE BIRD』を発売し、歌手活動を本格的に再開した。
2008年の復活記念ライブ「FIRE BIRD」にて、川添智久と長友仍世との3人によるユニット「TOP GUN」を結成したが、2013年に脱退。2019年には「もうスッパリやってない」と発言しており以後TOP GUNとしての活動は行われなかった。
自身の歌は原則として自ら作詞・作曲している。キングレコード在籍時は、他の編曲家と共同で編曲を行っていたが、キングレコードを離れて以降は編曲も1人で行っている。
河口恭吾による企画「地球兄弟プロジェクト」に参加している。
2022年8月7日未明、持病の肝硬変からくる食道静脈瘤破裂により死去。55歳没。

## 作品

### シングル
| #                                             | 発売日                                    | タイトル                                    | c/w                                       | 規格                                      | 規格品番                                  |
| - キングレコード / KMW - スターチャイルド     | - キングレコード / KMW - スターチャイルド | - キングレコード / KMW - スターチャイルド   | - キングレコード / KMW - スターチャイルド | - キングレコード / KMW - スターチャイルド | - キングレコード / KMW - スターチャイルド |
| --------------------------------------------- | ----------------------------------------- | ------------------------------------------- | ----------------------------------------- | ----------------------------------------- | ----------------------------------------- |
| 1st                                           | 1994年5月25日                             | FLYING IN THE SKY                           | HEART AND BODY                            | - 8cmCD - (CD+G)                          | KINS-184                                  |
| キングレコード / KMW                          |                                           |                                             |                                           |                                           |                                           |
| 2nd                                           | 1994年9月21日                             | Brand Kiss 〜世界にひとつ〜                 | マリナ                                    | 8cmCD                                     | KIDS-204                                  |
| キングレコード / スターチャイルド             |                                           |                                             |                                           |                                           |                                           |
| 3rd                                           | 1994年11月3日                             | Trust You Forever                           | Beat The Wall                             | 8cmCD                                     | KIDS-212                                  |
| - キングレコード / KMW - ベルウッド・レコード |                                           |                                             |                                           |                                           |                                           |
| 4th                                           | 1995年1月                                 | わりとルーズな僕だけど/煌めく君を見ていたい |                                           | 8cmCD                                     | KIDS-219                                  |
| 5th                                           | 1995年12月20日                            | BACK TO THE GROUND                          | Favorite Song                             | 8cmCD                                     | KIDS-262                                  |
| 6th                                           | 1997年4月23日                             | 紙飛行機                                    | Don't Loser                               | 8cmCD                                     | KIDS-336                                  |
| コーモランツアイランドレコーズ                |                                           |                                             |                                           |                                           |                                           |
| 7th                                           | 2010年4月28日                             | BANG! BANG! BAKUGAN                         | 夢色紀行                                  | Maxi                                      | CIR-0002                                  |
| DRAGONGATE RECORDS                            |                                           |                                             |                                           |                                           |                                           |
| 8th                                           | 2019年3月27日                             | 絆                                          |                                           | 音楽配信                                  |                                           |

### アルバム

#### オリジナル・アルバム
|                                               | 発売日                                        | タイトル                                      | 規格                                          | 規格品番                                      |                                               |
| - キングレコード / KMW - ベルウッド・レコード | - キングレコード / KMW - ベルウッド・レコード | - キングレコード / KMW - ベルウッド・レコード | - キングレコード / KMW - ベルウッド・レコード | - キングレコード / KMW - ベルウッド・レコード | - キングレコード / KMW - ベルウッド・レコード |
| --------------------------------------------- | --------------------------------------------- | --------------------------------------------- | --------------------------------------------- | --------------------------------------------- | --------------------------------------------- |
| 1st                                           | 1995年2月8日                                  | Free Judgement                                | CD                                            | KICS-467                                      |                                               |
| 2nd                                           | 1996年2月21日                                 | Sleepless Dreamer                             | CD                                            | KICS-526                                      |                                               |
| コーモランツアイランドレコーズ                |                                               |                                               |                                               |                                               |                                               |
| 3rd                                           | 2007年12月18日                                | FIRE BIRD                                     | CD                                            | CIR-0001                                      |                                               |
| Zillion                                       |                                               |                                               |                                               |                                               |                                               |
| 4th                                           | 2018年11月21日                                | EARTH WIND                                    | 音楽配信                                      |                                               |                                               |

#### カバー・アルバム
|                                  | 発売日                           | タイトル                         | 規格                             | 規格品番                         |                                  |
| - コーモランツアイランドレコーズ | - コーモランツアイランドレコーズ | - コーモランツアイランドレコーズ | - コーモランツアイランドレコーズ | - コーモランツアイランドレコーズ | - コーモランツアイランドレコーズ |
| -------------------------------- | -------------------------------- | -------------------------------- | -------------------------------- | -------------------------------- | -------------------------------- |
| 1st                              | 2012年2月22日                    | RESPECT SONGS 1                  | 音楽配信                         |                                  |                                  |

### 参加作品
| 発売日        | 商品名                                 | 歌                                                                                   | 楽曲              | 備考 |
| ------------- | -------------------------------------- | ------------------------------------------------------------------------------------ | ----------------- | ---- |
| 2009年7月24日 | 2009「翔べ!ガンダム」&「永遠にアムロ」 | 麻倉あきら、鮎川麻弥、鵜島仁文、川添智久、TSUKASA、長友仍世、MIQ、森口博子、米倉千尋 | 「翔べ!ガンダム」 |      |
| 2009年7月24日 | 2009「翔べ!ガンダム」&「永遠にアムロ」 | 麻倉あきら、鮎川麻弥、鵜島仁文、川添智久、TSUKASA、長友仍世、MIQ、森口博子、米倉千尋 | 「永遠にアムロ」  |      |

### タイアップ
| 楽曲                        | タイアップ                                                                                  | 収録作品                                |
| --------------------------- | ------------------------------------------------------------------------------------------- | --------------------------------------- |
| FLYING IN THE SKY           | テレビ朝日系テレビアニメ『機動武闘伝Gガンダム』オープニングテーマ                           | シングル「FLYING IN THE SKY」           |
| Brand Kiss 〜世界にひとつ〜 | オートバックス CMソング                                                                     | シングル「Brand Kiss 〜世界にひとつ〜」 |
| Brand Kiss 〜世界にひとつ〜 | ZIP ZAP STUDIO (FM宮崎・FM福井) オープニング・テーマソング                                  | シングル「Brand Kiss 〜世界にひとつ〜」 |
| Trust You Forever           | テレビ朝日系テレビアニメ『機動武闘伝Gガンダム』オープニングテーマ                           | シングル「Trust You Forever」           |
| BACK TO THE GROUND          | ABC・テレビ朝日系アニメ『H2』オープニングテーマ                                             | シングル「BACK TO THE GROUND」          |
| BANG! BANG! BAKUGAN         | テレビ東京系『爆丸 バトルブローラーズ ニューヴェストロイア』シーズン2前期エンディングテーマ | シングル「BANG! BANG! BAKUGAN」         |

### その他
- I'LL TRUST YOU FOREVER
  - 「Trust You Forever」の英語版。サウンドトラックCD『機動武闘伝Gガンダム GUNDUM FIGHT ROUND 5』に収録。
- FLYING IN THE SKY 2008
  - 着うた配信のみ。
- 地球兄弟
  - 「地球兄弟プロジェクト」の曲。一時期は「地球兄弟プロジェクト」公式サイトで視聴可能だった。2014年7月15日よりYouTubeで視聴可能[5]。
- Imagine ※アニソン・オールスターズ（鮎川麻弥、鵜島仁文、遠藤正明、奥井雅美、影山ヒロノブ、きただにひろし、栗林みな実、佐藤ひろ美、高橋洋樹、引田香織、飛蘭、福山芳樹、松澤由美 and 井上俊次（キーボード））
  - THE WORLD WAITING FORの企画に賛同してレコーディングされた曲[6]。
- TSUBASA
  - YouTubeに投稿され（後に一旦削除され、2014年8月19日に再投稿）、その後すまいるエフエム『ごきげん!ひるMAX。』2011年4月エンディングテーマに採用された[7]。
- INSIDE OF DREAM
  - プロモーション用に関係者のみに配布された[要出典]。Amazon等販売サイトでは、1995年11月22日にキングレコードよりシングル（c/wは「Favorite Song」）で発売と表記されているが、実際は未発売であり購入できない[8]。その後発売されたアルバム『Sleepless Dreamer』の帯に掲載されたディスコグラフィーにも記載がなく、公式サイトでもこの曲については一切言及されていない。2021年9月14日に、アルバム『FIRE BIRD』に追加収録する形で発表が告知されたが、発売には至らなかった[9]。

## 出演

### ライブ
- FIRE BIRD
  - 2008年10月11日開催・Studio Cube 326にて
  - 米倉千尋がゲスト出演する。また「TOP GUN」結成発表に合わせて、川添智久と長友仍世が姿を見せた。

### 学園祭
- 早稲田大学
  - 2010年11月6日開催・「今だからこそGガンダム」～鵜島仁文ライブ＠早稲田～[10]

## 楽曲提供
- AKB48
  - JJに借りたもの （2014年、作曲）「次の足跡 Type A」収録
- 遊助（上地雄輔）
  - ヨッシャ来い! （2012年、作曲・編曲・Gt.） - 第21回YOSAKOIソーラン祭り公式応援ソング
- 米倉千尋
  - 私の勇気（1996年、作詞〈米倉千尋と共作〉・作曲） - 映画『霊界学校・麻子先生の首』主題歌
  - Carry On（1997年、作詞〈米倉千尋と共作〉・作曲）
  - ライラ・ライラ・ライ（1997年、作曲）
  - 永遠の扉（1998年、作曲） - 映画『機動戦士ガンダム 第08MS小隊 ミラーズ・リポート』主題歌
  - いつの日か（1998年、作詞・作曲）
  - HEAT（1998年、作詞・作曲）
  - WILL（1999年、作詞〈米倉千尋と共作〉・作曲） - テレビ東京系アニメ『仙界伝 封神演義』OPテーマ
  - FEEL ME（1999年、作曲） - ドリームキャスト『REVIVE...〜蘇生〜』OPテーマ
  - Butterfly Kiss（2001年、作曲） - TBS系アニメ『RAVE』OPテーマ
  - 永遠の花（2005年、作曲） - PS2『ふしぎ遊戯 玄武開伝 鏡の巫女 』OPテーマ
  - ALIVE（2006年、作曲） - 『仙界伝 封神演義』イメージソング
  - My Departure（2009年、作曲・コーラス参加） - アルバム『Departure』より
- 鈴里真帆
  - For Myself〜笑ってみよう涙の数より〜（1994年、作詞〈鈴里真帆と共作〉・作曲）
- 長沢ゆりか
  - 蜃気楼（1996年、作曲） PS『ライトニングレジェンド～大悟の大冒険～』OPテーマ
  - エル・ニール（1997年、作曲）
  - Key of Life（1999年、作曲） - PS『Jリーグ実況ウイニングイレブン'98-'99』 EDデーマ
- 中原茂
  - 道化師（1995年、作曲） - テレビ朝日系アニメ『新機動戦記ガンダムW』イメージソング
- Vivica
  - HEARTじかけのLOVE（あい）を歌おう（1998年、作曲・編曲・Gt.） - 日本テレビ系『モグモグGOMBO』EDテーマ
- 古本新之輔
  - FAR AWAY（1996年、作詞・作曲） - 朝日放送系アニメ『H2』イメージソング
- 緑川光
  - CRY FOR THE DREAME（1995年、作曲）- テレビ朝日系アニメ『新機動戦記ガンダムW』イメージソング
- 結城比呂
  - ALIVE（2005年、作曲） - ドラマCD『仙界伝 封神演義 外伝新章』主題歌
- キーコ&マーリン
  - ハッピーダンス（2001年、作詞・作曲・編曲） - テレビ東京系アニメ『まみむめ★もがちょ』イメージソング
- 斉藤さおり
  - SAYONARA（2011年、作曲） - Album『i』収録
- Phantom Voice
- サトニイ「セカンド」ドリーム
- 渡辺あゆ香
  - Only One For You（2017年、作曲・編曲） - OVA『天地無用! 魎皇鬼』 第四期第4話 オープニングテーマ「Brand New Door」 カップリング曲